# Pale
Pale (en Alfabeto cirílico: Пале) es un municipio de Bosnia y Herzegovina que adquirió notoriedad durante las guerras de desintegración de Yugoslavia en el período 1992-1995, cuando fue la capital "de facto" la República Srpska de Bosnia. Está situada diez kilómetros al noreste del centro Sarajevo, capital de Bosnia y Herzegovina y forma junto con otros 5 municipios la ciudad de Sarajevo Oriental.

## Historia
Durante la Guerra de Bosnia era la sede del gobierno de la República Srpska y por ello se la consideraba capital "de facto".
Acabada la guerra y alcanzados los Acuerdos de Dayton el municipio de Pale fue unido a otros 3 municipios del área metropolitana de Sarajevo y a los sectores de la ciudad de Sarajevo que habían quedado asignados al territorio de la República Srpska para formar Sarajevo Oriental, que constitucionalmente es la capital serbobosnia.

## Población
En el censo de 1991, la municipalidad de Pale renía 16.310 residentes, incluyendo: 
- 11.269 serbios
- 4.356 bosniacos o musulmanes de Bosnia
- 394 yugoslavos
- 126 croatas
- 165 de otras nacionalidades

La ciudad de Pale en sí misma tenía una población de 6.797 personas, incluyendo: 
- 4.915 serbios
- 1.438 bosniacos o musulmanes de Bosnia
- 271 yugoslavos
- 88 croatas
- 85 de otras nacionalidades

Durante la guerra de 1992-1995, la población de Pale pasa de algo más de 6.000 habitantes a 20.000, en su mayoría serbios.
Actualmente, y luego de los Acuerdos de Dayton, los habitantes son 30.000, ya que se sumó un número importantes de serbios que durante la guerra habitaban en Sarajevo.
- Datos: Q222084
- Multimedia: Pale / Q222084